# Hervormde kerk (Gauw)
De hervormde kerk van Gauw is een kerkgebouw in de gemeente Súdwest-Fryslân in de Nederlandse provincie Friesland.

## Beschrijving
De zaalkerk met restanten uit de middeleeuwen is in de 19e eeuw verbouwd en kreeg een driezijdige koorsluiting. De zadeldaktoren van twee geledingen uit de 13e eeuw werd in de 19e eeuw ommetseld. De 19e-eeuwse ommetseling is bij een restauratie in het jaar 2000 verwijderd, waarna de middeleeuwse vorm van de toren (in nieuw gebakken kloostermoppen) gereconstrueerd is. De preekstoel dateert uit de 17e eeuw. Het orgel uit 1862 is gemaakt door Willem Hardorff. De kerk is een rijksmonument.

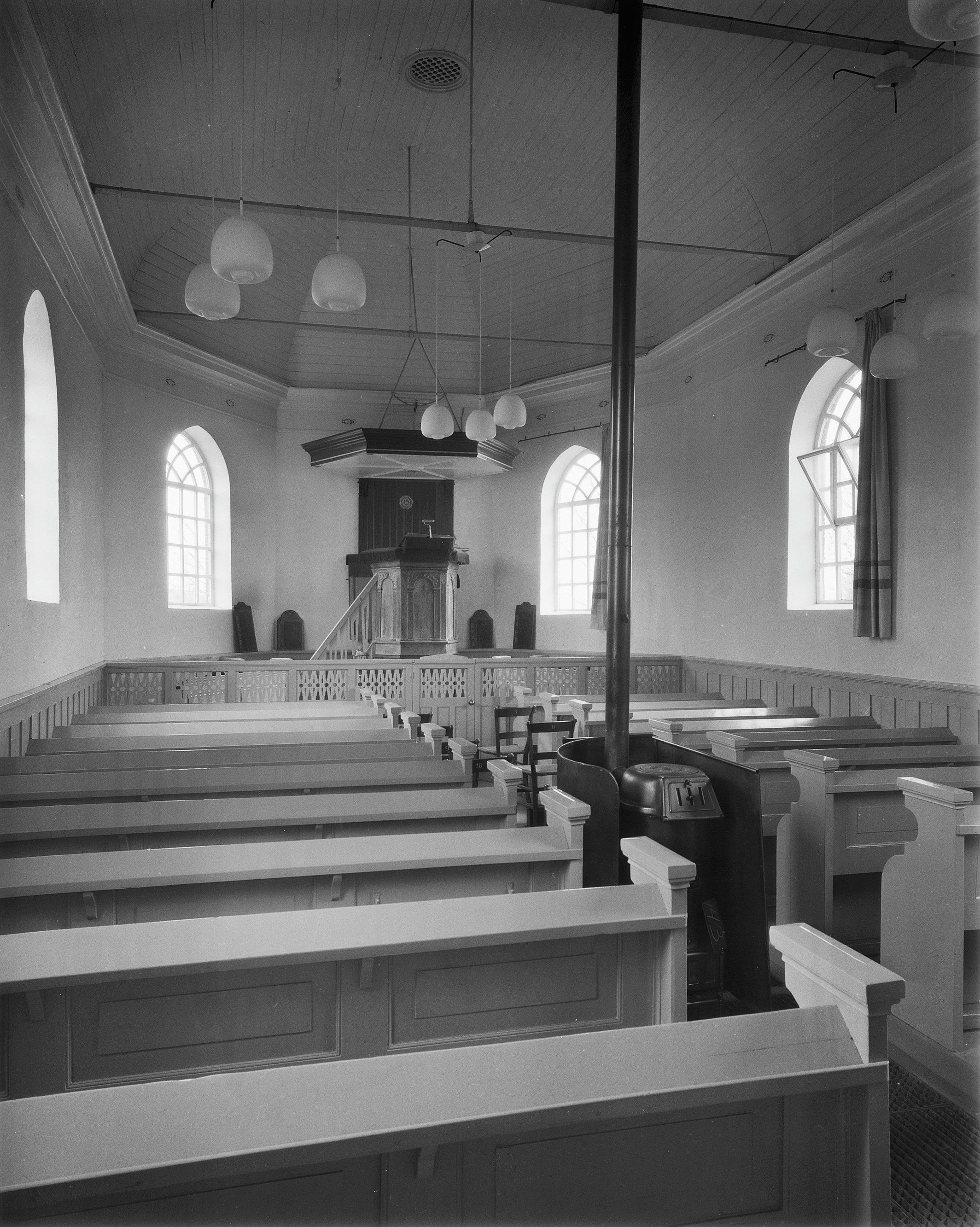
Interieur met preekstoel
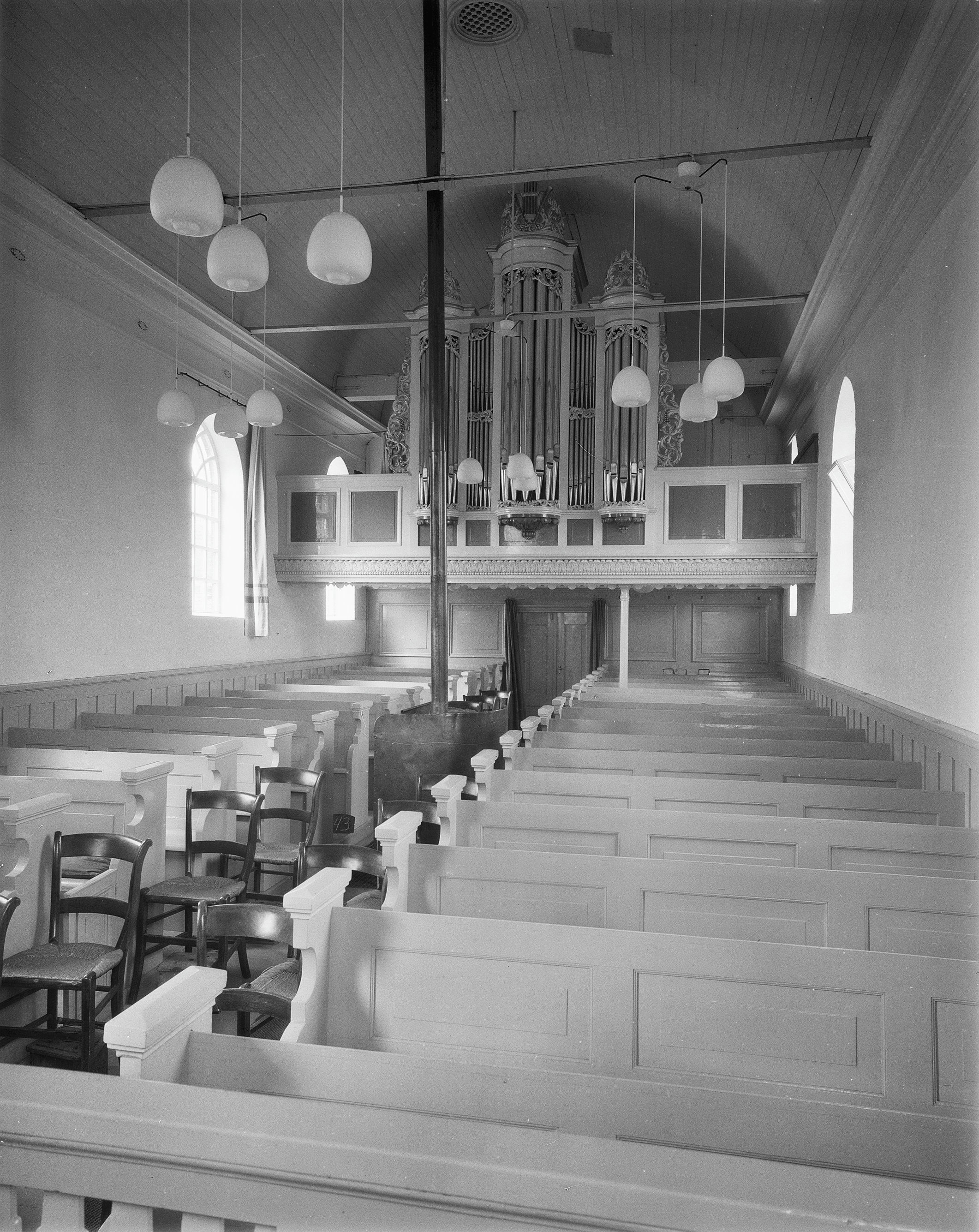
Interieur met orgel (1959)